# Barro (ort i Brasilien, Ceará, Lavras da Mangabeira)
Barro är en ort i Brasilien.   Den ligger i kommunen Lavras da Mangabeira och delstaten Ceará, i den östra delen av landet, 1 400 kilometer nordost om huvudstaden Brasília. Barro ligger 290 meter över havet och antalet invånare är 11 519.
Terrängen runt Barro är huvudsakligen platt. Barro ligger uppe på en höjd. Närmaste större samhälle är Lavras da Mangabeira, 11,5 kilometer väster om Barro.
Omgivningarna runt Barro är huvudsakligen savann. Runt Barro är det ganska glesbefolkat, med 31 invånare per kvadratkilometer.